# هيندريك هاهنه
هيندريك هاهنه (بالألمانية: Hendrik Hahne)‏ (مواليد 15 أبريل 1986 في غروناو - ألمانيا الغربية) لاعب كرة قدم ألماني يلعب حاليا لصالح نادي الدرجة الأولى هانوفر الألماني منذ 2000 في مركز المهاجم .

## روابط خارجية
- هيندريك هاهنه على موقع قاعدة بيانات كرة القدم.إي يو (الإنجليزية)
- هيندريك هاهنه على موقع بيانات كرة القدم. دي إي (الألمانية)
- هيندريك هاهنه على موقع عالم كرة القدم.نت (الإنجليزية)
- هيندريك هاهنه على موقع كووورة